# Elecciones generales de Sierra Leona de 2023
Las elecciones generales se realizaron en Sierra Leona el 24 de junio de 2023 para elegir al Presidente, el Parlamento y los consejos locales.

## Sistema electoral
El Presidente de Sierra Leona se elige mediante una versión modificada del sistema de dos vueltas, en el que el candidato debe recibir más del 55% de los votos en la primera vuelta para ser elegido.  Si no se hace esto, deberá celebrarse una segunda vuelta dos semanas después del anuncio del resultado de la primera.
Los miembros del Parlamento fueron elegidos en 16 distritos electorales plurinominales (de entre cuatro y dieciséis escaños) colindantes con los distritos de Sierra Leona por representación proporcional mediante el método del resto mayor (con la cuota Hare), después de que un decreto presidencial de Julius Maada Bio en octubre de 2022 aboliera el sistema de mayoría simple que se había utilizado desde 2008.Los candidatos independientes son elegibles para postularse y ganar escaños si exceden la cuota requerida para uno en un distrito electoral.  Un total de 14 escaños adicionales (uno por distrito, excluidos los dos distritos del área occidental) no se eligen y están reservados para jefes supremos.
La Corte Suprema dictaminó que el decreto que cambiaba el sistema electoral era constitucional en un caso presentado por el diputado opositor Abdul Kargbo y el concejal local Hakiratu Maxwell-Caulker.

## Resultados

### Presidente
| Candidato                          | Candidato                          | Compañero de fórmula  | Partido                                        | Votos     | %      |
| ---------------------------------- | ---------------------------------- | --------------------- | ---------------------------------------------- | --------- | ------ |
|                                    | Julius Maada Bio                   | Mohamed Juldeh Jalloh | Partido Popular                                | 1,566,932 | 56.17  |
|                                    | Samura Kamara                      | Chernor Maju Bah      | Congreso de Todo el Pueblo                     | 1,148,262 | 41.16  |
|                                    | Mohamed Bah                        | Mariatu Saudatu Turay | Alianza Democrática Nacional                   | 21,620    | 0.77   |
|                                    | Charles Margai                     | Tony Hindolo Songa    | Movimiento Popular por el Cambio Democrático   | 16,012    | 0.57   |
|                                    | Nabieu Kamara                      | Saidu Mannah          | Partido Paz y Liberación                       | 7,717     | 0.28   |
|                                    | Abdulahi Saccoh                    | Alice Pyne            | Frente Revolucionario Unido                    | 6,796     | 0.24   |
|                                    | Prince Coker                       | Ibrahim Jalloh        | Partido Democrático Popular                    | 5,981     | 0.21   |
|                                    | Iye Kakay                          | Ambrose Kobi          | Partido Alianza Democrática                    | 4,336     | 0.16   |
|                                    | Saa Kabuta                         | Gabriel Samuka        | Partido Popular Nacional Unido                 | 4,059     | 0.15   |
|                                    | Beresford Williams                 | Kadija Bangura        | Partido Nacional Independiente de la República | 2,692     | 0.10   |
|                                    | Mohamed Jonjo                      | Kaday Johnson         | Partido Democrático Ciudadano                  | 2,367     | 0.08   |
|                                    | Mohamed Sowa-Turay                 | Olivette Walker       | Movimiento Democrático Unido                   | 1,665     | 0.06   |
|                                    | Jonathan Sandy                     | Komba Mbawa           | Partido Unidad y Reconciliación Nacional       | 1,369     | 0.05   |
| Votos nulos/en blanco              | Votos nulos/en blanco              | -                     | –                                              | 10,883    | 0.39   |
| Total                              | Total                              | -                     | -                                              | 2,800,691 | 100.00 |
| Votantes registrados/participación | Votantes registrados/participación | -                     | -                                              | 3,374,258 | 83     |
| Fuente: Candidatos ECSL            |                                    |                       |                                                |           |        |

### Parlamento
| Partido                                                      | Partido                                        | Votos     | %     | Escaños | +/– |
| ------------------------------------------------------------ | ---------------------------------------------- | --------- | ----- | ------- | --- |
|                                                              | Partido Popular                                | 1,578,259 | 56.68 | 81      | 32  |
|                                                              | Congreso de Todo el Pueblo                     | 1,113,882 | 40.40 | 54      | 14  |
|                                                              | Gran Coalición Nacional                        | 18,169    | 0.65  | 0       | 4   |
|                                                              | Movimiento Popular por el Cambio Democrático   | 17,390    | 0.62  | 0       | 0   |
|                                                              | Alianza Democrática Nacional                   | 3,819     | 0.14  | 0       | 0   |
|                                                              | Frente Revolucionario Unido                    | 1,502     | 0.05  | 0       | 0   |
|                                                              | Partido Paz y Liberación                       | 1,131     | 0.04  | 0       | 0   |
|                                                              | Partido Unidad y Reconciliación Nacional       | 1,000     | 0.04  | 0       | 0   |
|                                                              | Partido Nacional Independiente de la República | 560       | 0.02  | 0       | 0   |
|                                                              | Partido Democrático Popular                    | 516       | 0.02  | 0       | 0   |
|                                                              | Independientes                                 | 48,464    | 1.74  | 0       | 3   |
| Votos nulos/en blanco                                        | Votos nulos/en blanco                          | 11,189    | 0.40  | –       | –   |
| Total                                                        | Total                                          | 2,795,881 | 100   | 135     | 3   |
| Votantes registrados/participación                           | Votantes registrados/participación             | 3,374,258 | 82.86 | –       | –   |
| Fuente: Sierra Loaded, Electoral Commission for Sierra Leone |                                                |           |       |         |     |